# Грамади (Рамна)
Грамада/Грамади или Раменска грамада/Раменски грамади (на македонска литературна норма: Грамади, Грамада, Раменска Грамада, Раменска Грамади) е археологически обект край битолското село Рамна, Северна Македония.

## Местоположение
Намира се в централната част на северната половина на Цапарското поле.

## Описание
Грамади представлява малко средновековно селище. В 1967 година при разораване на земята е открито богато находище от монети, наброяващо 9190 екземпляра, в което са представени владетелите: Мануил I Комнин, Андроник I Комнин, Исак II Ангел и Алексий III Ангел. Монетите се съхраняват в Битолския музей.